# Steffen Schackinger
Steffen Schackinger (født 11. august 1973) er en dansk guitarist, der i maj 2010 høstede anerkendelse i guitarkredse, da han trådte ind på listen over tidernes bedste guitarister i Guitar On The Edge med en 15. plads – bl.a. placeret foran Slash, Eric Clapton, Frank Zappa og Carlos Santana.
Steffen Schackinger er født og opvokset på Fyn og uddannet fra Det Fynske Musikkonservatorium. I 1990’erne var han guitarist i det odenseanske rockband Merzy, med hvem han også turnerede i det meste af Europa, indtil han i 1998 forlod bandet.  
Omkring årtusindskiftet indspillede han med bandet Gracelands, der udover Schackinger bestod af Mikkel Boström (guitar), Tue Holmgaard (trommer) og Kasper Lauersen (bas), en selvudgivet ep af samme navn. Sangene "Electrified", "Climbing Into Space" og "Supersonic View" fik høj airplay på de danske radiostationer. 
Siden har han som freelancemusiker spillet med i og skrevet musik til diverse musicals og teaterstykker, ligesom han har arbejdet som studiemusiker og underviser. 
I 2008 udgav han albummet ElectriGuitartistry, hvor han i eget navn spiller egne kompositioner. Stilen er instrumental melodisk fusion/rock, og medvirkende på pladen er de gamle bandmedlemmer fra Merzy Henrik Bjørn (bas) og Mickey Hurricane (trommer) samt violinisten Jane Clark. Albummet og videoerne med Schackinger har fået flere millioner visninger på YouTube.
Steffen Schackinger har tre børn: Augusta, Villum og Bille. Hans sang A&V er opkaldt efter tvillingesættet, Augusta og Villum.

## Eksterne links
- http://www.guitarontheedge.co.uk/schackinger.html[ Guitar On The Edge] Arkiveret 19. august 2011 hos  Wayback Machine
- Steffen Schackingers hjemmeside